# 赫雷姆亞切 (盧茨克區)
50°50′13″N 25°55′48″E / 50.83694°N 25.93000°E
赫雷姆亞切（烏克蘭語：Грем'яче），是烏克蘭西部的村落，隸屬沃倫州盧茨克區楚曼市鎮，始建於1577年，面積3.11平方公里，海拔高度185米，2001年人口715，人口密度每平方公里229.83人。